# قائمة نواب البوندستاغ الألماني (الدورة التشريعية التاسعة عشرة)
تقدم هذه القائمة نظرة عامة على جميع نواب البوندستاغ الألماني في الدورة البرلمانية التاسعة عشرة بعد الانتخابات الاتحادية لعام 2017. بدأت فترة ولاية النواب بالاجتماع التأسيسي في 24 أكتوبر 2017

## التشكيل
| الكتلة البرلمانية                      | النواب المنتخبين | العدد في بداية الدورة التشريعية | العدد الحالي | النواب المنتخبين بشكل مباشر | مغادرة | انضمام | الفرق |
| -------------------------------------- | ---------------- | ------------------------------- | ------------ | --------------------------- | --- | --- | ----- |
| الاتحاد CSU/CDU                        | 246              | 246                             | 245          | 230                         | رالف براوكسيبه ‏، أستريد فرويدنشتاين ‏، شتيفان هاربارت ‏، مارك هاوبتمان ‏، أورسولا فون دير لاين، نيكولاس لوبيل ‏، كارين ماغ ‏، مارلينه مورتلر ‏، أرمين شوستر، كارين شترينتس ‏، مايكل شتوبجن ‏، بيتر تاوبر، أوسفين فايت ‏، أوليفر فيتكه ‏، توبياس تسيش ‏، غيورغ نسلاين ‏ | غيزيلا مانديرلا ‏، توبياس تسيش ‏، نينا فاركين ‏، كريستينا نوردت ‏، إنغريد بالمان ‏، كوردولا كوفاتش ‏، سوزانه فيتريش، أستريد فرويدنشتاين ‏، كريستيان ناترير ‏، مايكا فريمان يانيرت ‏، ساسكيا لودفيغ ‏، توماس فيسيهون ‏، بيرند زيبرت ‏، تيم أوسترمان ‏، بيرند فابريتيوس ‏ | − 1   |
| الحزب الديمقراطي الاجتماعي (SPD)       | 153              | 153                             | 152          | 58                          | كاتارينا بارلي، مارتن بوركيرت، زيغمار غابرييل، إيفا هوغل، يوهانس كارز ‏، أولريش كيلبر ‏، بوركهارد ليشكا ‏، أندريا ناليس، توماس أوبرمان، كارولا رايمان ‏، مانيا شوله ‏، إيفالد شورير ‏، ماركو بولو                                                                | إيزابيل ماكينسن غايس ‏، بيلا باخ ‏.، ماركوس باشكه ‏، ميشتيلد رافرت ‏، دوروته مارتن ‏، نزهة باراداري ‏، إيبرهارد بريشت ‏، جو فاينغارتن ‏، هيلترود لوتسه ‏، ماريا ليزا فولرس ‏، سيلفيا ليمان ‏، كارستن تريغير ‏                                                         | − 1   |
| البديل من أجل ألمانيا (AfD)            | 94               | 92                              | 87           | 2                           | أكسل غيركه ‏، مارتن هيبنر ‏، ماريو ميروش ‏، فراوكه بيتري، أوفه كامان ‏، لارس هيرمان، فيرينا هارتمان ‏، فرانك باسيمان ‏، برونو هولناغل ‏، هايكو هيسينكيمبر ‏ | غيريون بولمان ‏، فلوريان يغير، هايكو هيسينكيمبر ‏ | − 7   |
| الحزب الديمقراطي الحر (FDP)            | 80               | 80                              | 80           | 0                           | نيكولا بير، بيرند كلاوس بوخهولتس ‏، كريستيان يونغ، توماس كيمريش، شتيفان روبيرت ‏، جيمي شولتس | بيتر هايدت ‏، غوده ينسن، كريستوفر غول ‏، ريغنالد هانكه ‏، ماتياس نولكه ‏، ساندرا بوبندورفر ليشت ‏ | ± 0   |
| حزب اليسار (DIE LINKE)                 | 69               | 69                              | 68           | 5                           | مايكل لويترت ‏، إنغريد ريميرز ‏ | أكسل ترووست ‏، زكي غوخان | ± 0   |
| تحالف 90/الخضر (Bündnis 90/Die Grünen) | 67               | 67                              | 67           | 1                           | كيريستين أندريي ‏، دانيال باياز ‏، كاتيا دورنر، شتيفان كون، غيرهارد شيك | شارلوته شنايدفيند هارتناغيل ‏، مارسيل إمريش ‏، يانوش دامين ‏، فولفعانع فيتزل ‏، غيرهارد تسيكنهاينر ‏ | ± 0   |
| بدون كتلة                              | 0                | 2                               | 10           | 3                           | نيكولاس لوبيل ‏، هايكو هيسينكيمبر ‏ | غيورغ نسلاين ‏، ماركو بولو، نيكولاس لوبيل ‏، هايكو هيسينكيمبر ‏، ماريو ميروش ‏، فراوكه بيتري، أوفه كامان ‏، لارس هيرمان، فيرينا هارتمان ‏، فرانك باسيمان ‏، برونو هولناغل ‏                                                                                       | + 9   |
| المجموع                                | 709              | 709                             | 709          | 299                         | | | ± 0   |

## الرئاسة
- رئيس البوندستاغ
  - فولفغانغ شويبله (CDU)
- نواب رئيس البوندستاغ
  - الاتحاد
    - هانز بيتر فريدرش (CSU)

  - الديمقراطي الاجتماعي
    - توماس أوبرمان، حتى وفاته في 25 أكتوبر 2020
    - داغمار تسيغلر، من 26 نوفمبر 2020

  - البديل
    - شاغر[1]

  - الديمقراطي الحر
    - فولفغانغ كوبيكي  [لغات أخرى]‏

  - اليسار
    - بيترا باو (اليسار)

  - الخضر
    - كلاوديا روت
- عميد البرلمان
  - هيرمان أوتو سولمز [الإنجليزية] (FDP)

### انتخابات الرئاسة
الاجتماع التأسيسي في 24 أكتوبر 2017
| الاسم                    | جولات الاقتراع | الحزب  | المصوتون | الأغلبية المطلوبة | نعم | لا  | ممتنع | أصوات غير صالحة |
| ------------------------ | -------------- | ------ | -------- | ----------------- | --- | --- | ----- | --------------- |
| فولفغانغ شويبله (الرئيس) | الأولى         | CDU    | 705      | 355               | 501 | 173 | 30    | 1               |
| هانز بيتر فريدرش         | الأولى         | CSU    | 703      | 355               | 507 | 112 | 82    | 2               |
| توماس أوبرمان            | الأولى         | SPD    | 703      | 355               | 396 | 220 | 81    | 6               |
| ألبرشت غلازر             | الأولى         | AfD    | 703      | 355               | 115 | 550 | 26    | 12              |
| فولفغانغ كوبيكي ‏         | الأولى         | FDP    | 703      | 355               | 489 | 100 | 111   | 3               |
| فولفغانغ كوبيكي          | الأولى         | اليسار | 703      | 355               | 456 | 187 | 54    | 6               |
| كلاوديا روت              | الأولى         | الخضر  | 703      | 355               | 489 | 166 | 45    | 3               |
| ألبرشت غلازر             | الثانية        | AfD    | 697      | 355               | 123 | 549 | 24    | 1               |
| ألبرشت غلازر             | الثالثة        | AfD    | 685      | 330               | 114 | 545 | 26    | 0               |

## رؤساء الكتل البرلمانية
- الاتحاد
  - فولكر كاودر  [لغات أخرى]‏ (حتى سبتمبر 2018)
  - رالف برينكهاوس
- الحزب الديمقراطي الاجتماعي
  - أندريا ناليس (حتى 4 يونيو 2019)
  - رولف موتسينيش  [لغات أخرى]‏ (منذ 24 سبتمبر 2019، قبل هذا التاريخ شغل المنصب بالوكالة)
- البديل من أجل ألمانيا
  - ألكسندر غاولاند
  - أليس فايدل
- الحزب الديمقراطي الحر
  - كريستيان ليندنر
- حزب اليسار
  - سارا فاغنكنيخت (حتى 12 نوفمبر 2019)
  - أميرة محمد علي (من 12 نوفمبر 2019)
  - ديتمار بارتش
- تحالف 90/الخضر
  - كاترين غورنغ إيكارت
  - أنطون هوفرايتر

## قائمة النواب
لتفادي الحجم الكبير للمقالة مع قلة الحاجة لهذا الجدول حاليا راجع قائمة الأعضاء في النسخة الألمانية أو النسخة الإنكليزية

## قائمة النواب السابقين
عدد من الأعضاء استقالوا أو توفوا أثناء عهدتهم.
| الصورة | الاسم                      | تاريخ الولادة | الحزب | الحزب  | الولاية              | الاقتراع المباشر | ملاحظات |
| ------ | -------------------------- | ------------- | ----- | ------ | -------------------- | ---------------- | --- |
|        | كيريستين أندريي ‏           | 1968          |       | الخضر  | بادن-فورتمبيرغ       |                  | استقالت في 31 أكتوبر 2019 لتتسلم رئاسة المجلس التنفيذي للرابطة الاتحادية لصناعات الطاقة والمياه. خلفتها شارلوته شنايدفيند هارتناغيل ‏. |
|        | كاتارينا بارلي             | 1968          |       | SPD    | راينلند بالاتينات    |                  | وزيرة الأسرة وكبار السن والمرأة والشباب (حتى مارس 2018)؛ وزيرة العمل والشؤون الاجتماعية بالإنابة (حتى مارس 2018)؛ وزيرة العدل وحماية المستهلك (مارس 2018 - يونيو 2019)؛ استقالت من البوندستاغ في 1 يوليو 2019 لتصبح عضوًا في البرلمان الأوروبي ونائبًا لرئيسه. الخلف كان إيزابيل ماكينسن غايس ‏ |
|        | دانيال باياز ‏              | 1983          |       | الخضر  | بادن-فورتمبيرغ       |                  | استقال في 28 مايو 2021 بعد أن أصبح وزيراً للمالية في ولاية بادن-فورتمبيرغ. خلفه مارسيل إمريش ‏. |
|        | نيكولا بير                 | 1970          |       | FDP    | هسن                  |                  | الأمينة العامة للحزب الديمقراطي الحر (حتى أبريل 2019) ؛ نائب رئيس حزب (من أبريل 2019)؛ استقالت من البوندستاغ في 30 يونيو 2019 لتصبح عضوًا في البرلمان الأوروبي ونائبًا لرئيسه. خلفها بيتر هايدت ‏.                                                                                              |
|        | رالف براوكسيبه ‏            | 1967          |       | CDU    | شمال الراين-وستفاليا |                  | وزير دولة برلماني (حتى مارس 2018)؛ مفوض الحكومة الاتحادية لشؤون المرضى المريض الحكومي الفيدرالي (أبريل إلى نوفمبر 2018)؛ استقال في 4 نوفمبر 2018 وأصبح مدير العمل في شركة Vivawest لتأجير البيوت. خلفته غيزيلا مانديرلا ‏.                                                                    |
|        | بيرند كلاوس بوخهولتس ‏      | 1961          |       | FDP    | شلسفيغ هولشتاين      |                  | كوزير للاقتصاد في شلسفيغ هولشتاين يشغل مقعده في البوندستاغ. خلفه غوده ينسن. |
|        | مارتن بوركيرت [الإنجليزية] | 1964          |       | SPD    | بافاريا              |                  | استقال في 1 فبراير 2020 وأصبح نائب رئيس اتحاد السكك الحديدية والنقل. خلفه بيلا باخ ‏. |
|        | كاتيا دورنر [الإنجليزية]   | 1976          |       | الخضر  | شمال الراين-وستفاليا |                  | استقالت في 31 أكتوبر 2020 وأصبحت عمدة بون. خلفها يانوش دامين ‏. |
|        | أستريد فرويدنشتاين ‏        | 1973          |       | CSU    | بافاريا              |                  | خلفت مارلينه مورتلر ‏ في 2 يوليو 2019. استقالت في 15 مايو 2020 بعد انتخابها عمدة ثاني لمدينة ريغنسبورغ. خلفها توبياس تسيش ‏. |
|        | زيغمار غابرييل             | 1959          |       | SPD    | سكسونيا السفلى       | 42,8 ٪           | استقال في 3 نوفمبر 2019. خلفه ماركوس باشكه ‏. |
|        | أكسل غيركه ‏                | 1942–2021     |       | AfD    | شلسفيغ هولشتاين      |                  | توفي في 22 سبتمبر 2021. خلفه غيريون بولمان ‏. |
|        | شتيفان هاربارت ‏            | 1971          |       | CDU    | بادن-فورتمبيرغ       | 37,4 ٪           | استقال في 30 نوفمبر 2018 ليصبح قاضيا في المحكمة الدستورية الاتحادية. خلفته نينا فاركين ‏. |
|        | مارك هاوبتمان ‏             | 1984          |       | CDU    | تورينغن              | 33,5 ٪           | استقال في 19 مارس 2021. خلفته كريستينا نوردت ‏. ترك الحزب في 26 مارس 2021. |
|        | مارتن هيبنر ‏               | 1959–2021     |       | AfD    | بافاريا              |                  | توفي في 7 يوليو 2021. خلفه فلوريان يغير. |
|        | إيفا هوغل                  | 1969          |       | SPD    | برلين                | 23,5 ٪           | استقالت في 25 مايو 2020 بعد انتخابها مفوضة برلمانية للقوات المسلحة. خلفتهاميشتيلد رافرت ‏. |
|        | كريستيان يونغ              | 1977          |       | FDP    | بادن-فورتمبيرغ       |                  | استقال في 30 أبريل 2021 بعد انتخابه لعضوية برلمان ولاية بادن فورتمبيرغ. خلفه كريستوفر غول ‏. |
|        | يوهانس كارز ‏               | 1963          |       | SPD    | هامبورغ              | 30,9 ٪           | استقال في 6 مايو 2020. نجحت دوروته مارتن ‏. |
|        | أولريش كيلبر ‏              | 1968          |       | SPD    | شمال الراين-وستفاليا | 34,9 ٪           | استقال في 6 يناير 2019 ليصبح المفوض الاتحادي لحماية البيانات. كان البديل نزهة باراداري ‏. |
|        | توماس كيمريش [الإنجليزية]  | 1965          |       | FDP    | تورينغن              |                  | رئيس الحزب الديمقراطي الحر في ولاية تورينغن؛ استقال في 14 نوفمبر 2019 بعد دخوله برلمان ولاية تورينغن. خلفه ريغنالد هانكه ‏. |
|        | شتيفان كون                 | 1979          |       | الخضر  | ساكسونيا             |                  | استقال في 18 أكتوبر 2020 ليصبخ عمدة مدينة درسدن. كان الخليفة فولفعانع فيتزل ‏. |
|        | مايكل لويترت ‏              | 1974          |       | اليسار | ساكسونيا             |                  | أُقصي في 14 فبراير 2021. خلفه أكسل ترووست ‏. |
|        | أورسولا فون دير لاين       | 1958          |       | CDU    | سكسونيا السفلى       |                  | وزير الدفاع (حتى يوليو 2019)؛ استقالت في 31 يوليو 2019 بعد انتخابها رئيسة للمفوضية الأوروبية. خلفتها إنغريد بالمان ‏. |
|        | بوركهارد ليشكا ‏            | 1965          |       | SPD    | ساكسونيا أنهالت      |                  | استقال في 14 أكتوبر 2019. خلفه إيبرهارد بريشت ‏. |
|        | نيكولاس لوبيل ‏             | 1986          |       | مستقل  | بادن-فورتمبيرغ       | 29,3 ٪           | دخل المجلس بالانتخاب المباشر عن حزب الاتحاد الديمقراطي المسيحي، غادر الكتلة البرلمانية للحزب في 7 مارس 2021 وعادر الحزب في 8 مارس 2021. استقال في 10 مارس 2021. خلفته كوردولا كوفاتش ‏. |
|        | كارين ماغ ‏                 | 1962          |       | CDU    | بادن-فورتمبيرغ       | 33,5 ٪           | استقالت في 30 يونيو 2021. كان البديل سوزانه فيتريش. |
|        | مارلينه مورتلر ‏            | 1955          |       | CSU    | بافاريا              | 44,5 ٪           | مفوضة الحكومة الاتحادية لقضايا الإدمان والمخدرات (حتى يوليو 2019)؛ استقال في 1 يوليو 2019 ليصبح عضوًا في البرلمان الأوروبي. كان البديل أستريد فرويدنشتاين ‏. |
|        | أندريا ناليس               | 1970          |       | SPD    | راينلند بالاتينات    |                  | رئيسة الكتلة البرلمانية (حتى يونيو 2019)؛ استقالت في 31 أكتوبر 2019. خلفها جو فاينغارتن ‏. |
|        | توماس أوبرمان              | 1954–2020     |       | SPD    | سكسونيا السفلى       | 34,9 ٪           | نائب رئيس البوندستاغ؛ توفي في 25 أكتوبر / تشرين الأول 2020. خلفته هيلترود لوتسه ‏. |
|        | كارولا رايمان ‏             | 1967          |       | SPD    | سكسونيا السفلى       | 38,0 ٪           | استقالت في 21 نوفمبر 2017 لتصبح وزيرة الشؤون الاجتماعية في ولاية سكسونيا السفلى. خلفتها ماريا ليزا فولرس ‏. |
|        | إنغريد ريميرز ‏             | 1965–2021     |       | اليسار | شمال الراين-وستفاليا |                  | توفيت في 9 أغسطس 2021. خلفها زكي غوخان. |
|        | شتيفان روبيرت ‏             | 1971          |       | FDP    | هسن                  |                  | استقال في 27 أبريل 2020 حيث أصبح في 1 أبريل 2020 مدير العمل في مجلس إدارة شركة برنارد براون ملزونغن للمعدات الطبية . خلفه ماتياس نولكه ‏. |
|        | غيرهارد شيك                | 1972          |       | الخضر  | بادن-فورتمبيرغ       |                  | استقال في 31 ديسمبر 2018. خلفه غيرهارد تسيكنهاينر ‏. |
|        | مانيا شوله ‏                | 1976          |       | SPD    | براندنبورغ           | 26,1 ٪           | استقالت في 2 ديسمبر 2019، بعد أن أصبحت وزيرة للعلوم والبحوث والثقافة في ولاية براندنبورغ. خلفتها سيلفيا ليمان ‏. |
|        | جيمي شولتس                 | 1968–2019     |       | FDP    | بافاريا              |                  | توفي في 25 نوفمبر 2019. خلفته ساندرا بوبندورفر ليشت. ‏ |
|        | إيفالد شورير ‏              | 1954–2017     |       | SPD    | بافاريا              |                  | توفي في 3 ديسمبر 2017. خلفه كارستن تريغير ‏. |
|        | أرمين شوستر                | 1961          |       | CDU    | بادن-فورتمبيرغ       | 39,4 ٪           | استقال في 9 نوفمبر 2020 وأصبح رئيس المكتب الاتحادي للحماية المدنية والمساعدة في حالات الكوارث. خلفه كريستيان ناترير ‏. |
|        | كارين شترينتس ‏             | 1967–2021     |       | CDU    | مكلنبورغ فوربومرن    | 30,0 ٪           | تُوفيت في 21 مارس 2021. خلفتها مايكا فريمان يانيرت ‏. |
|        | مايكل شتوبجن ‏              | 1959          |       | CDU    | براندنبورغ           | 29,5 ٪           | وزير دولة برلماني (حتى نوفمبر 2019). استقال في 2 ديسمبر 2019 بعد أن أصبح وزيراً للداخلية ونائباً لرئيس الوزراء في ولاية براندنبورغ. خلفها ساسكيا لودفيغ ‏. |
|        | بيتر تاوبر                 | 1974          |       | CDU    | هسن                  | 36,4 ٪           | وزير الدولة البرلماني في وزارة الدفاع (مارس 2018 إلى أبريل 2021)؛ الأمين العام للاتحاد الديمقراطي المسيحي (حتى فبراير 2018). استقال في 7 مايو 2021. خلفه توماس فيسيهون ‏. |
|        | أوسفين فايت ‏               | 1961          |       | CDU    | هسن                  | 36,4 ٪           | استقال في 1 مارس 2020 وأصبح رئيسًا لشركة المرافق في هسن. خلفه بيرند زيبرت ‏. |
|        | أوليفر فيتكه ‏              | 1966          |       | CDU    | شمال الراين-وستفاليا |                  | سكرتير دولة برلماني في وزارة الاقتصاد والطاقة (حتى نوفمبر 2019). استقال في 30 أبريل 2021 بعد أن أصبح الرئيس التنفيذي للجنة العقارية المركزية. خلفه تيم أوسترمان ‏. |
|        | توبياس تسيش ‏               | 1981          |       | CSU    | بافاريا              |                  | خلف أستريد فرويدنشتاين ‏ في 25 مايو 2020. استقال في 19 مارس 2021. خلفه بيرند فابريتيوس ‏. |